# Roeselia inscripta
Roeselia inscripta är en fjärilsart som beskrevs av Moore 1888. Roeselia inscripta ingår i släktet Roeselia och familjen trågspinnare. Inga underarter finns listade.